# Un million clé en main
Pour plus de détails, voir Fiche technique et Distribution.
Un million clé en main (titre original : Mr. Blandings Builds His Dream House) est un film américain réalisé par H. C. Potter en 1948. Scénarisé et produit par Melvin Frank et Norman Panama, ce long-métrage est l'adaptation du roman d'Eric Hodgins (en), Mr. Blandings Builds His Dream House, publié avec succès deux ans auparavant.

## Synopsis
Fatigués de vivre à  New York dans un appartement trop petit et hyper-encombré, les époux Blandings décident de faire construire à la campagne la « maison de leurs rêves ». Mais le parcours, jusqu'à l'achèvement, sera semé d'embûches : maison en ruine qu'il faut démolir, projet ruineux, entrepreneurs malhonnêtes, ouvriers incompétents, matériaux défectueux, tracas financiers, etc. Le rêve manque alors de tourner au cauchemar et à la faillite. Bien que mis en garde par son ami Bill Cole, Jim accumule les bévues lors de l'achat du terrain puis de la construction de plus en plus coûteuse.

## Fiche technique
- Titre : Un million clé en main
- Titre original : Mr. Blandings Builds His Dream House
- Réalisation : Henry C. Potter
- Scénario : Norman Panama et Melvin Frank, d'après un roman d'Eric Hodgins
- Directeur de la photographie : James Wong Howe
- Musique : Leigh Harline
- Direction artistique : Albert S. D'Agostino et Carroll Clark
- Décors de plateau : Darrell Silvera et Harley Miller
- Costumes : Robert Kalloch
- Montage : Harry Marker
- Producteurs : Norman Panama et Melvin Frank
- Société de production : RKO Pictures
- Société de distribution : Studio Selznick
- Pays de production:  États-Unis
- Genre : Comédie romantique
- Format : Noir et blanc — 35 mm — 1,37:1 — Son : Mono (RCA Sound System)
- Durée : 94 minutes
- Dates de sortie : 
  - États-Unis : 25 mars 1948 (première), 4 juin 1948 (sortie nationale)
  - France : 22 décembre 1948
- Affiche : Bernard Lancy (France)

## Distribution
- Cary Grant (VF : Daniel Lecourtois) : Jim Blandings
- Myrna Loy (VF : Camille Fournier) : Muriel Blandings
- Melvyn Douglas (VF : Claude Péran) : Bill Cole
- Reginald Denny (VF : Gérard Férat) : Henry L.Simms
- Sharyn Moffett (en) (VF : Mireille Gervais) : Joan Blandings
- Connie Marshall (VF : Marcelle Lajeunesse) : Betsy Blandings
- Louise Beavers (VF : Maya Noël) : Gussie
- Ian Wolfe (VF : Maurice Dorléac) : Smith, l'agent immobilier
- Harry Shannon (VF : Paul Villé) : W. D. Tesander
- Tito Vuolo (VF : Nicolas Amato) : M. Zucca
- Nestor Paiva (VF : Maurice Porterat) : Joe Apollonio
- Jason Robards Sr. (VF : Jean Brunel) : John W. Retch
- Lurene Tuttle (VF : Renée Regnard) : Mary
- Lex Barker (VF : Georges Lycan) : Foreman, le charpentier
- Emory Parnell (VF : Yvon Cazeneuve) : M. PeDelford

Et, parmi les acteurs non crédités :
- Cliff Clark : Jones
- Frank Darien : le juge Quarles
- Friedrich von Ledebur (VF : Jean Berton) : un ouvrier
- Charles B. Middleton : le démolisseur
- Franklin Parker : Simpson, un expert
- Stanley Andrews : Murphy, un expert
- Will Wright : Eph Hackett
- Dan Tobin : Bunny Funkhauser (rôle coupé au montage)[1]

## Critiques
- Pour Time : « Cary Grant, Myrna Loy et Melvyn Douglas sont à l'aise grâce à leur expérience dans la comédie. »[2].

- Pour le New York Times : « Un divertissement pur et simple, un reportage sympathique et génial sur les désastres (et le triomphe final) d'un jeune publicitaire qui devient un "gentleman farmer" »[3].

- Pour Harrisson's Reports : « L'histoire elle-même est une affaire fragile, mais elle est si riche en dialogues et en incidents comiques que l'on n'arrête pas de rire »[4].

- Pour Variety : « Le script est défectueux lorsqu'une scène de jalousie inutile est introduite, sans faire avancer l'histoire ni ajouter davantage de rires »[5].

## À noter
- Tournage d'octobre à décembre 1947[6].
- Dernier film du styliste Robert Kalloch qui mourut le 20 octobre 1947, juste après avoir créé les costumes pour Myrna Loy[7].
- Le roman d'Eric Hodgins avait été publié par épisode dans le magazine Life avant de devenir un livre[8].
- Troisième et dernière collaboration entre Myrna Loy et Cary Grant après Les Ailes dans l'ombre (1935) et Deux sœurs vivaient en paix (1948).
- Le film sera ensuite repris sous forme de pièces radiophonique avec Cary Grant mais sans Myrna Loy qui décida de ralentir sa carrière afin de poursuivre clandestinement sa liaison amoureuse avec Spencer Tracy et de s'impliquer activement auprès de l'UNESCO[9],[10],[11].
- La Maison idéale était en réalité un ranch construit par la société Womack Construction[12] à Malibu[13].
- Lieux de tournage : Worcester, East Natick, Massachusetts, Portland, Oregon, Ottawa Hills, Ohio[14].
- Le réalisateur voulait Irene Dunne pour jouer le rôle de Muriel Blandings[15].
- Le film a fait l'objet d'un remake Une baraque à tout casser, avec Tom Hanks, sorti en 1986.
- Le scénario du film servira de trame au film On arrête quand ? en 2007.
- Ce film a inspiré la comédie La maison du bonheur de Dany Boon, en 2006.